# 茂碩電源
深圳茂碩電源科技股份有限公司，簡稱深圳茂碩電源科技股份、深圳茂碩電源科技、茂碩電源科技，以及茂碩電源（英語：Shenzhen MOSO Power Supply Technology Company Limited，深交所：002660），在1996年由顧永德先生（董事長）創立一家當時名為「深圳茂硕电源科技有限公司」。
現時業務是在中國內地經營研发、生产和销售LED照明驱动电源、消费类电子产品电源、适配器等新能源产品，而股份則在2012年3月16日於深圳證券交易所中小板上市，招股價為18.5元人民幣，發行新股為24,280,000股，集資額為449,180,000元人民幣。

## 連結
- MosoPower.com （页面存档备份，存于）